# Николай Миланов
Николай Миланов е български футболист, полу-защитник.
Висок е 175см., тежи 62кг.
Текущ отбор ФК Хебър Пазарджик-1918

## Биография
Роден е в София.
Започва да се състезава в детските гарнитури на ПФК Левски (София). Последователно преминава през всички формации на клуба.
Носител е на Аматьорската купа на България.